# Окунский, Александр Васильевич
Алекса́ндр Васи́льевич Окунский (укр. Олександр Васильович Окунський; 13 июля 1971, Кишинёв, МССР, СССР — 21 января 2019, Киев, Украина) — украинский баскетболист. Участник чемпионатов Европы по баскетболу 1997, 2001, 2003 года. Завершил игровую карьеру в 2005 году.
Выступал в киевском «Будивельнике», донецком «Шахтере», одесской БИПА-Моде, БК «Киев», а также иностранных клубах. Пятикратный чемпион Украины, чемпион Литвы. Сыграл за сборную Украины 47 матчей. Участник первого матча в истории сборной Украины.

## Достижения

### Достижения на клубном уровне
- Чемпион Украины (1992, 1993, 1994, 1995, 1998)
- Вице-чемпион Украины (1996, 1997, 2004)
- Чемпион Литвы (2000, 2002)
- Лучший игрок чемпионата Украины (1996)

### Международная карьера
В составе юношеской сборной СССР стал в 1990 году вице-чемпионом Европы. За сборную Украины выступал с 1993 по 2003 год. Провел в её составе 47 матчей.
| Турнир            | Матчи | Очки |
| ----------------- | ----- | ---- |
| Отбор ЧЕ-93       | ?     | ?    |
| Отбор ЧЕ-95       | 5     | 11,4 |
| Отбор ЧЕ-97       | 10    | 9,8  |
| Финал ЧЕ-97       | 3     | 7,3  |
| Отбор ЧЕ-99       | 8     | 10,2 |
| Отбор ЧЕ-01       | 5     | 6,2  |
| Финал ЧЕ-01       | 3     | 16,0 |
| Отбор ЧЕ-03       | 10    | 10,7 |
| Финал ЧЕ-03       | 3     | 12,7 |
| Всего (1993—2003) | 47    | 10,5 |